# Funisia
Funisia é um género que contém uma única espécie extinta, F. dorothea, semelhante a um verme, que faz parte da biota Ediacarana. Funisia media cerca de 0,3  metros de altura. Como os indivíduos cresceram em densas populações de animais da mesma época, acredita-se que se reproduzissem sexualmente. Embora a evolução do sexo tenha ocorrido antes da origem dos animais, e evidências de reprodução sexual foram observadas em algas vermelhas há 1200  milhões de anos, Funisia é um dos mais antigos animais conhecidos para os quais há evidências de reprodução sexuada. A sua relação com outros animais é desconhecida, mas pode pertencer à Porifera (esponjas) ou Cnidaria. O género e a espécie foram descritos num trabalho realizado em 2008.
O nome genérico Funisia vem do latim "Corda", e é pronunciado para rimar com a Tunísia. O nome dorothea vem em homenagem a Dorothy Droser, a mãe da Dr. Mary Droser, uma das cientistas que estudou o organismo.